# Special "ONE"
《Special "ONE"》是ELISA第7張單曲，於2010年10月27日由Geneon Universal Entertainment Japan, LLC.發售。

## 解說
- 表題曲《Special "ONE"》是《科學超電磁砲》OVA版的片尾曲。
- 分成初回限定盤（GNCA-0158）與通常盤（GNCA-0159）兩款販售，初回限定盤附《Special "ONE"》的音樂影片DVD。
- 本單曲初回盤與通常盤的內容是不一樣的，前者CD有附次要歌曲（B面）《Heaven's Sky》，後者則附前作《Real Force》與更前作《Dear My Friend -朝向未知的未來-》現場版的音樂。

## 收錄曲

### 初回盤
1. Special "ONE" [4:09]
作詞：春和文；作曲：川崎里美、編曲：大久保薰
2. Heaven's Sky [4:39]
作詞：渡邊亞希子；作曲：村下雅俊、編曲：前口涉
3. Special "ONE" (OVA edit) [1:50]
4. Special "ONE" (Instrumental)
5. Heaven's Sky (Instrumental)

### 通常盤
1. Special "ONE"
2. Dear My Friend -朝向未知的未來- (Live) [4:13]
作詞：春和文；作曲：渡邊拓也；編曲：大久保薰
3. Real Force (Live) [4:15]
作詞：六見純代；作曲、編曲：菊田大介
4. Special "ONE" (OVA edit)
5. Special "ONE" (Instrumental)

## 外部連結
- ELISA官方網站（页面存档备份，存于）